# Еклога
Еклога (грчки: ἐκλογή - избор) је назив за збирку закона византијског цара Лава III из 726. године.

## Законик
Објављивање Еклоге датира се у март IX индикта. За време владавине Лава III IX индикт пада се 726. и 741. године. Међутим, није могуће да је Еклога издата 741. године јер у њој нема никаквих трагова иконоборства што би за ту годину било несхватљиво. Еклога представља избор најзначајнијих важећих одредби приватног и кривичног права. Посебна пажња поклања се породичном и наследном праву. Циљ објављивања Еклоге био је да се из непрегледног Јустинијановог законика издвоје практични материјали који су потребни за састављање судског приручника. Под утицајем канонског права, Еклога знатно одступа од Јустинијаногог законика настојећи да га измени у правцу "већег човекољубља". Пример тога је проширење права жена и деце. Еклога пружа читав низ телесних казни као што су одсецање носа, језика, руку, ослепљење, шишање, паљење косе, браде и сл. У извесним случајевима су телесном казном замењене смртне казне Јустинијана I, а у другим новчане казне. Еклога показује измењено обичајно право у Византијском царству у 7. веку. Еклогом је свим судијама, почевши од самог квестора, одређена плата што је значајно смањило корупцију. Као дело јеретичког цара, Еклога је касније уживала рђав глас.
Еклога је релативно кратак законски текст, од само 18 глава. Првих 16 глава посвећено је грађанском праву, претпоследња глава говори о кривичном праву, а последња о подели ратног плена. Структура дела је оригинална и није преузета из било ког раније узора, с обзиром да Лав изгледа није желео да спроведе целовиту правну реформу. Чини се да је њеов циљ био само да модификује Јустинијанову правну традицију у најважнијим сегментима правног живота [али не и да је у потпуности напусти] , уз прилагођавање потребама и пракси. Као одступање од Јустинијановог римског права може се навести пример код купопродаје где је за постојање уговора неопходно да предмет буде предат купцу или да цена буде исплаћена продавцу. Док бар једна страна не изврши своју чинидбу, уговор није утужив, а чак се ни полагање капаре не сматра елементом који може учинити уговор важећим. Касније, долазак Македонске династије означио је најдинамичнији период у историји византијског законодавства, ношен идејом враћању на старо, Јустинијаново право. И тако настаје први зборник који је донео оснивач династије, Василије I Македонски, крајем IX века који се назива Procheiron - што значи приручник. И он представља оштру критику Еклоге и иконоборачког права који су  „уништили божанске законе”. Међутим, поред осуђивања Еклоге,  Прохирон садржи скоро целокупну материју из Еклоге и то изложену скоро по истим системима као у Еклоги.